# Karl Schrott
Karl Schrott (Zams, 9 de enero de 1953) es un deportista austríaco que compitió en luge. Participó en los Juegos Olímpicos de Lake Placid 1980, obteniendo una medalla de bronce en la prueba doble.

## Palmarés internacional
| Juegos Olímpicos | Juegos Olímpicos             | Juegos Olímpicos  | Juegos Olímpicos |
| Año              | Lugar                        | Medalla           | Prueba           |
| ---------------- | ---------------------------- | ----------------- | ---------------- |
| 1980             | Lake Placid (Estados Unidos) | Medalla de bronce | Doble            |